# 水泉乡 (库伦旗)
水泉乡是中华人民共和国内蒙古自治区通辽市库伦旗下辖的一个乡。
2012年1月20日，内蒙古自治区人民政府批复同意从扣河子镇划出部分区域，设置水泉乡，辖必联、益利哈、图力稿、格尔林、卧力图、水泉、哈达图、五家子、元仓子、岗岗图、东窑子、平台子、南沟、坤头领、红山嘴子、石灰窑子、文家杖子、沙金台、稻田、上库力图、大窝堡、山东头22个嘎查村，驻水泉。

## 行政区划
水泉乡下辖以下村级行政区划单位：
石灰窑子村、山东头村、红山咀子村、平台子村、东窑子村、园仓子村、五家子村、昆都岭村、南沟村、哈达图村、岗岗图村、文家杖子村、上库里图村、沙金台村、稻田村、大窝堡村、水泉村、格尔林嘎查、必连嘎查、卧力图嘎查、益利哈嘎查和吐力稿嘎查。